# Frontera entre Estados Unidos y México
La frontera entre los Estados Unidos de América y los Estados Unidos Mexicanos es la franja de territorio a ambos lados del límite político entre ambos estados. La frontera actual fue impuesta en gran parte tras la Cesión mexicana de 1848, resultado de una agresión militar y de la anexión forzada de vastos territorios mexicanos por parte de los Estados Unidos de América. Desde entonces, ha sido modificada puntualmente por razones históricas, geográficas y diplomáticas.
De oeste a este comienza en las ciudades de Tijuana, en Baja California, México e Imperial Beach, del condado de San Diego, en California, Estados Unidos; y termina en el municipio mexicano de Matamoros, Tamaulipas y el condado estadounidense de Cameron, Texas.
Atraviesa grandes áreas urbanas y zonas inhóspitas; corre a lo largo del Río Bravo (conocido en Estados Unidos como Río Grande), los desiertos de Sonora y Chihuahua, parte del río Colorado y llega al norte de Baja California.
Según la Comisión Internacional de Límites y Aguas tiene una longitud de 3185 kilómetros (1951 millas).
La frontera entre Estados Unidos de América y los Estados Unidos Mexicanos tiene el mayor número de cruces legales en el mundo puesto que cuenta con puentes peatonales desde el año 2002 y también con el mayor número de “cruces ilegales” del mundo, con casi 12 millones en 2007, lo que supone cada año la muerte de un promedio de 250 migrantes provenientes de Centroamérica, Sudamérica, África y Europa que desembarcan en puertos mexicanos para luego por tierra llegar a Estados Unidos que ha sido muy eficaz en atraer a todas las personas que buscan una mejor calidad de vida. y, en orden decreciente, centroamericanos, sudamericanos, caribeños y asiáticos.

## Historia de la frontera México-Estados Unidos

El Tratado de Límites de 1828 entre México y Estados Unidos reconoció la frontera fijada en el tratado de Adams-Onís de 1819 que se muestra en el mapa, ahora entre Estados Unidos y México como nación independiente.

Mapa de la negociación de la frontera en el tratado de Guadalupe Hidalgo (1848).

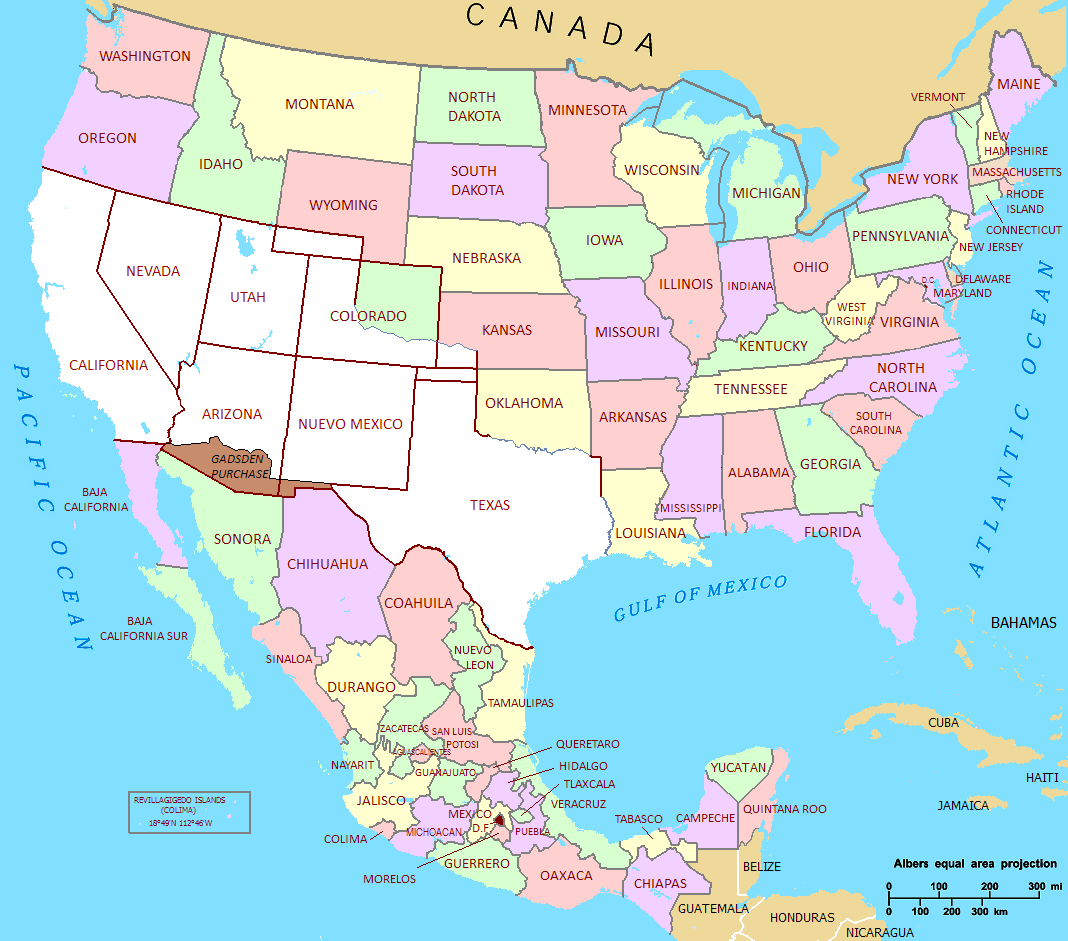
La cesión mexicana fue la anexión forzada por parte de los Estados Unidos de América de territorios del suroeste de Estados Unidos que formaban parte integral de México, país que perdió el 55 % de su territorio nacional tras una invasión militar y la firma del Tratado de Guadalupe Hidalgo en 1848. En los mapas, estos territorios aparecen en blanco, y la Compra de Gadsden en marrón.

- En 1819 se establece el primer tratado de límites entre los Estados Unidos y la Nueva España, en ese momento bajo soberanía española, llamado tratado de Adams-Onís.
- En 1828 se firma el Tratado de Límites entre Estados Unidos y México (el cual se ratifica en 1836).[5]
- En 1836 se inicia la guerra de independencia de Texas.
- En 1845 la República de Texas se une a los Estados Unidos y cede a los Estados Unidos el territorio en disputa con México.
- En 1846 comienza la guerra entre México y los Estados Unidos.
- En 1847 las fuerzas estadounidenses a cargo del general Winfield Scott entran en Ciudad de México y comienzan las negociaciones de paz entre Estados Unidos y México.
- En 1848 se firma el tratado de Guadalupe Hidalgo que da fin a la guerra entre ambos países. Por este tratado, México cede más de 2 millones de km² (más de un 55 % de su territorio) a cambio de 15 millones de dólares. Los Estados Unidos se hacen cargo a cambio de $3,25 millones de reclamaciones de ciudadanos estadounidenses contra el gobierno mexicano.
- En 1853 México vende a los Estados Unidos el valle de La Mesilla.
- En 1886 se crea la primera Comisión de Límites entre los Estados Unidos y México.
- En 1895 la Comisión concluye los trabajos astronómicos, geodésicos y topográficos que contribuyeron a la Carta General de la República Mexicana a la cienmilésima.[6]
- En 1900 se crea como organismo permanente la Comisión de Límites entre los Estados Unidos y México.
- En 1944 se firma el tratado sobre Distribución de aguas internacionales por lo que la Comisión de Límites amplia su acción a las aguas marítimas y ríos de la frontera.
- En 1963 se firman los convenios para la distribución de El Chamizal.
- En 1970 se firma el Tratado de frontera de 1970, un convenio aún vigente sobre límites entre los Estados Unidos y México.
- En 1977 Estados Unidos cede la localidad de Río Rico a México.
- En 1978 se firma un tratado sobre el límite de las aguas del golfo de México.
- En marzo del 2020 Estados Unidos decidió cerrar su frontera terrestre con México como medida extraordinaria para tratar de frenar el avance del COVID-19.[7]
- El 8 de noviembre del 2021 Estados Unidos reabrió la frontera terrestre con México y Canadá.[8]

## Descripción
De acuerdo con el tratado de 1853 la frontera continental o terrestre se describe como:

"Comenzando en el Golfo de México a tres leguas de distancia de la costa, frente a la desembocadura del río Grande, como se estipuló en el artículo V del Tratado de Guadalupe Hidalgo; de ahí, según se fija en dicho artículo, hasta la mitad de aquel río al punto donde la paralela de 31° 47’ de latitud norte atraviesa el mismo río, de ahí 100 millas en línea recta al oeste; de ahí al sur a la paralela de 31° 20’ de latitud norte; de ahí siguiendo dicha paralela de 31° 20’, hasta el meridiano 111° de longitud oeste de Greenwich; de ahí en línea recta a un punto en el río Colorado, veinte millas inglesas abajo de la unión de los ríos Gila y Colorado; de ahí, por la mitad del dicho río Colorado, río arriba, hasta donde encuentra la actual línea divisoria entre los Estados Unidos y México".

Agregándole a esta por el convenio de 1970 la frontera marítima como se describe en el Art. V:

A. "El límite marítimo internacional en el Golfo de México se iniciará en el centro de la desembocadura del Río Bravo, donde quiera que ella esté localizada; de ahí correrá en línea recta hasta un punto fijo, de coordenadas 25° 57’ 22.18” latitud norte y 97° 8’ 19.76” de longitud oeste, situado a 610 metros de la costa; de este punto fijo la línea divisoria marítima seguirá mar adentro por una línea recta cuyo trazo corresponderá a una simplificación práctica de la línea dibujada de acuerdo con el principio de equidistancia establecido en los artículos 12 y 24 de la Convención de Ginebra sobre mar territorial y Zona Contigua. Esta línea se extenderá en el Golfo de México hasta una distancia de 12 millas náuticas de las líneas de base empleadas para su trazo". …

B. "El límite marítimo internacional en el Océano Pacífico se iniciará en el extremo occidental de la frontera terrestre; de ahí correrá mar adentro por una línea cuyo trazo corresponderá a una simplificación práctica, mediante una serie de rectas, de la línea de acuerdo con el principio de equidistancia establecido en los artículos 12 y 24 de la Convención de Ginebra sobre mar territorial y Zona Contigua. Esta línea se prolongara mar adentro hasta una distancia de 12 millas náuticas de las líneas de base empleadas para su trazo a lo largo de las costas del continente y de las islas de los estados contratantes". …

Misma que en su apartado A. se modificó el por el Tratado sobre Límites Marítimos de 1978, el cual fue firmado el 4 de mayo de 1978 y que dice:

Artículo I

"El límite de la plataforma continental entre los Estados Unidos Mexicanos y los Estados Unidos de América, en la región occidental del Golfo de México, más allá de las 200 millas náuticas contadas desde las líneas de base a partir de las cuales se mide la anchura del mar territorial, estará determinado mediante líneas geodésicas que conectan las siguientes coordenadas":

1. 25° 42 14.1 N. 91° 05 25.0 W. ; 2. 25° 39 43.1 N. 91° 20 31.2 W. ; 3. 25° 36 46.2 N. 91° 39 29.4 W. ; 4. 25° 37 01.2 N. 91° 44 19.1 W. ; 5. 25° 37 50.7 N. 92° 00 35.5 W. ; 6. 25° 38 13.4 N. 92° 07 59.3 W. ; 7. 25° 39 22.3 N. 92° 31 40.4 W. ; 8. 25° 39 23.8 N. 92° 32 13.7 W. ; 9. 25° 40 03.2 N. 92° 46 44.8 W. ; 10. 25° 40 27.3 N. 92° 55 56.0 W. ; 11. 25° 42 37.2 N. 92° 57 16.0 W. ; 12. 25° 46 33.9 N. 92° 59 41.5 W. ; 13. 25° 48 45.2 N. 93° 03 58.9 W. ; 14. 25° 51 51.0 N. 93° 10 03.0 W. ; 15. 25° 54 27.4 N. 93° 15 09.9 W. ; 16. 25° 59 49.3 N. 93° 26 42.5 W.

## Geografía
La frontera internacional terrestre tiene 3.185 km de largo y se inicia en la desembocadura del Río Bravo con el golfo de México, corre a lo largo de este hasta un punto entre las ciudades de El Paso y Ciudad Juárez.
La región a lo largo de la frontera se caracteriza por tener desiertos, montañas y dos ríos importantes: Colorado y el Río Grande (Río Bravo del Norte).
Los estados estadounidenses a lo largo de la frontera, de oeste a este, son California, Arizona, Nuevo México, y Texas. Los estados mexicanos son Baja California, Sonora, Chihuahua, Coahuila, Nuevo León, y Tamaulipas.
En los Estados Unidos, Texas tiene la parte más larga de frontera internacional de cualquier estado, mientras que California tiene la más corta. En México, Chihuahua tiene la más larga y Nuevo León la más corta.

## Seguridad

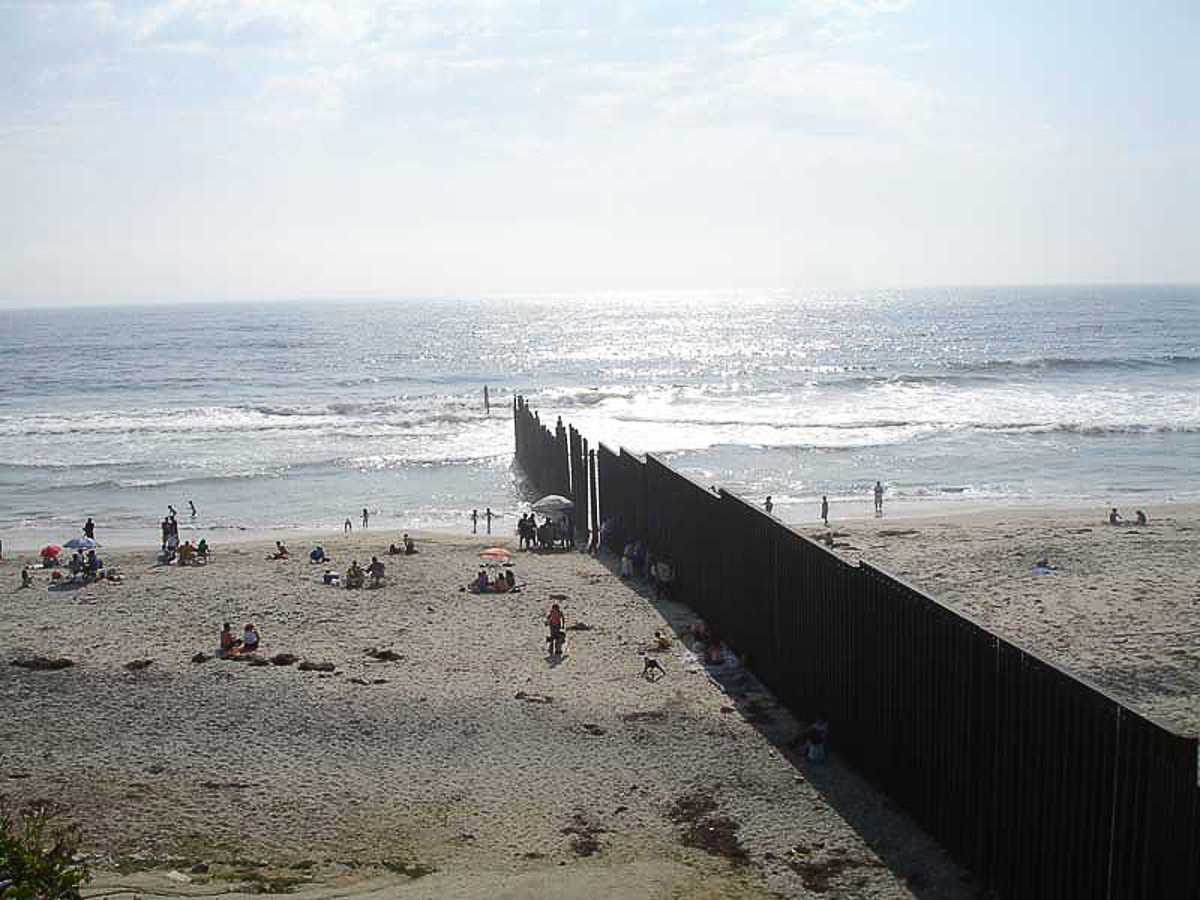
El fin del muro que separa ambos países en la zona más occidental de la frontera en la playa entre San Diego y Tijuana. Desde este punto es posible conversar con amigos y familiares al otro lado aunque no cruzar la valla.

La economía de los Estados Unidos es la más grande, y cuenta con el mayor número de inmigrantes legales e ilegales en el mundo.[cita requerida] Actualmente, tiene lugar en este país un debate interno acerca de los inconvenientes que esta inmigración causa a su economía y sociedad. El fenómeno de la migración, según algunos analistas estadounidenses, es responsable de la pérdida de empleos, del auge del terrorismo (en especial el musulmán) y amenaza la cultura anglosajona y protestante que se considera la esencia de la nación. Adicionalmente, estos analistas creen que el narcotráfico, controlado por grupos de crimen organizado de origen mexicano es una amenaza a su salud pública y su seguridad, si bien Estados Unidos es el mayor consumidor de narcóticos de América. Con estos argumentos, grupos políticos y sociales estadounidenses han propugnado reglas enérgicas en el control de la frontera existente entre México y los Estados Unidos.
Para resguardar la seguridad en Estados Unidos, se ha puesto en marcha una serie de medidas como la construcción de un muro fronterizo y el aumento del número de efectivos de su patrulla fronteriza, lo que ha causado una gran tensión entre dicho país y México.
Del lado mexicano, el debate versa sobre los problemas de seguridad pública que causan las actividades de los grupos de tráfico ilegal de narcóticos, que usualmente se expanden a actividades como extorsión, secuestro, cruce ilegal o trata de personas. Tales delitos, en buena medida, permiten financiar sus actividades y mantener bajo control las zonas geográficas donde operan. Esto conlleva un tráfico ilegal de armas y dinero; las armas son utilizadas para la guardia y custodia de sus actividades ilegales e intimidar a las autoridades locales y federales; y el dinero para otorgar trabajos legales en México, pudiendo así ingresarse a la economía formal, para poder ser disfrutado por los miembros de las organizaciones fraudalentas de tráfico de drogas y expandir su red de corrupción clientelar.

## Inmigración

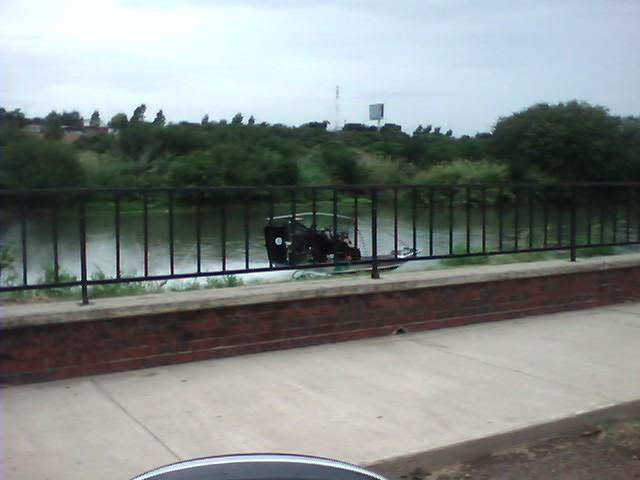
El Río Bravo es vigilado para combatir el tráfico de drogas y de indocumentados. Foto tomada en Laredo, Texas.

Desde el establecimiento de la frontera en 1909 se han registrado flujos fronterizos entre ambos países, tanto en forma legal como ilegal, como fue en su momento la inmigración de anglosajones a los estados mexicanos de Coahuila y Texas o a los territorios estadounidenses de California, Nuevo México y Confederados luego de la Guerra Civil de los Estados Unidos. Por lo que la inmigración de ciudadanos mexicanos ha sido causada por las guerras civiles, el ataque de indígenas y las crisis económicas de México.
Tras la Segunda Guerra Mundial, EE. UU. creó una legislación tendiente a evitar la inmigración libre entre ambos países, ya que antes era abierta. Entre lo más notable de esta situación se hallan los acuerdos binacionales o unilaterales para regularizarla, contenerla o controlarla, por ejemplo, la implementación de visa a residentes mexicanos desde 1940. Así, EE. UU. construyó el muro fronterizo y tomó medidas tecnológicas y estratégicas que han hecho difícil el paso de inmigrantes ilegales, lo cual obliga a los inmigrantes a cruzar la frontera en zonas peligrosas para la vida humana, como los desiertos o la corriente rápida del río Bravo. Además, hay problemas causados por grupos estadounidenses opuestos abiertamente a la inmigración, que crean grupos de patrullas en la frontera, para detener y entregar a los ilegales a las autoridades.
Estas actividades han formado una serie de grupos de apoyo a los inmigrantes en ambos lados de la frontera.

## Discriminación en la frontera
La vida en la frontera entre los Estados Unidos y México ha causado una mezcla de culturas, actitudes, tradiciones y diferentes formas de vida. Lo que ha originado diferencias entre las poblaciones de los estados fronterizos y los demás estados pertenecientes a dichos países, lo que incluso ha motivado cierta corriente de pensamiento que considera que estas diferencias se centraran y terminaran por seccionar esta parte de Norteamérica en ambos países.
Actualmente es difícil descifrar la diferencia entre los mexicanos y los mexicano-estadounidenses y la discriminación que existe entre los dos grupos debido a sus diferencias culturales, e incluso su cultura se ha permeado a otras zonas del país, por lo que no les resulta incómodo ver personas vistiendo las ropas típicas del norte en zonas tan lejanas como Chiapas u oír música Tex-Mex o Cal-Mex.
A su vez los estadounidenses de las zonas lejanas a la frontera se impactan ante las costumbres hispanas de la población fronteriza, por ejemplo: se sabe que Nuevo México es el único estado que acepta como idioma oficial al español, que existan muchos pueblos y condados con nombres hispanos e incluso que la tradición del cowboy y el rodeo tenga sus orígenes en las poblaciones mexicanas anteriores al Tratado de Guadalupe Hidalgo.

## Lengua
En la zona fronteriza el uso de un lenguaje puro es poco usual, ya que la mezcla de idiomas ha causado intermedios como el llamado espanglish, o aún dentro de un idioma en particular, el uso diario ha causado el mestizaje del inglés y el español, al usar palabras propias del otro idioma, por ejemplo en español un camión es diferente de una camioneta (de menor tamaño y capacidad), pero en la frontera se usa la palabra troca (proveniente del inglés Truck) para designar a ambos. En el lado anglosajón el uso de palabras provenientes del español se da más en el vocabulario de la cocina donde aguacate, taco, etcétera, es muy usual.

## Racismo
En la zona fronteriza y en especial en el lado estadounidense, se ha creado un ambiente propicio para el racismo. Un caso en especial es el de los mexicano-estadounidense y el mexicano recién inmigrado,  donde estos últimos son generalmente monolingües en español, mientras los mexicano-estadounidenses disponen de las tres formas lingüísticas,  español, inglés o la mezcla de ambos (spanglish). Además de que supuestamente los mexicanos solo tienen gusto por la música de mariachi, rock and roll, norteño y tropical; mientras los mexicano-estadounidenses prefieren música de norteños, texanos y música en inglés.

## Grupos fronterizos
La sociedad en la frontera mexicana comprende numerosos grupos étnicos, los cuales no se agrupan en función de sus orígenes, al contrario de lo que sucede en la frontera estadounidense donde son comunes los barrios étnicos.
Los principales componentes de esta sociedad con los llamados hispanos, que comprenden a los mexicanos, los inmigrantes procedentes de otros países de América Latina y los estadounidenses de origen mexicano, conocidos como chicanos. A estos se les suman los estadounidenses blancos, es decir aquellos con un fenotipo europeo, a veces de origen anglosajón y de confesiones religiosas protestantes y los descendientes de los mexicanos que quedaron del lado estadounidense tras el Tratado de Guadalupe Hidalgo; quienes se consideran de ascendencia española, omitiendo el período de la independencia.
Hay numerosas personas de 
Existen además los llamados negros, término considerado ofensivo por algunos (sobre todo del lado estadounidense) en su mayoría afroamericanos; descendientes de esclavos de las plantaciones del sur o de las colonias antillanas británicas, francesas o neerlandesas.
Los indígenas de la región forman numerosos grupos étnicos distintos a lo largo de la frontera. Suelen ser excluidos, a pesar de tener la ciudadanía mexicana o estadounidense, y viven en comunidades separadas. Es habitual que muchos de estos pueblos habiten a uno y otro lado de la frontera. Muchos grupos, además de su lengua nativa, hablan español y la mayoría son católicos.
A todos los demás se deben sumar los asiáticos, en primer lugar los filipinos, cuya presencia se remonta a la época en que la región formaba parte de Virreinato de la Nueva España (la ruta del Galeón de Manila unía ambas costas del Pacífico), más tarde los chinos que llegaron como trabajadores forzados a California durante la Fiebre del Oro para la construcción de ferrocarriles, los japoneses, arribados a principios del siglo XX y los procedentes del sudeste asiático, refugiados de las guerras en la península indochina, entre otras la de Vietnam, en la década de 1970 - 1980.

## Comisión fronteriza
Para el control, determinación y administración de la frontera se han creado varios organismos. En el lado estadounidense está el Servicio de Ciudadanía e Inmigración de los Estados Unidos con su llamada Patrulla Fronteriza, del lado mexicano está el Instituto Nacional de Inmigración y Naturalización con su llamado Grupo Beta, como apoyo a estos y para proteger las zonas marítimas los EE. UU. tienen a la Guardia Costera de Estados Unidos y México a la Armada de México.
Para la administración de los asuntos relacionados con la frontera en sí, está la llamada Comisión de Límites y Aguas, la cual es el órgano técnico y administrativo de la frontera desde 1889, con varias oficinas en ambos lados de la frontera y que depende económicamente de ambos gobiernos.

## Ciudades y cruces fronterizos

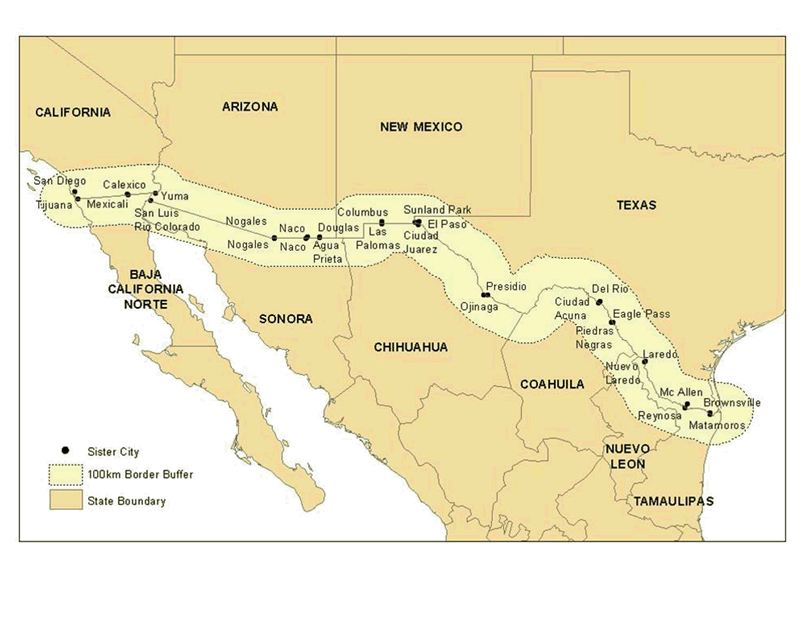
Ciudades fronterizas.

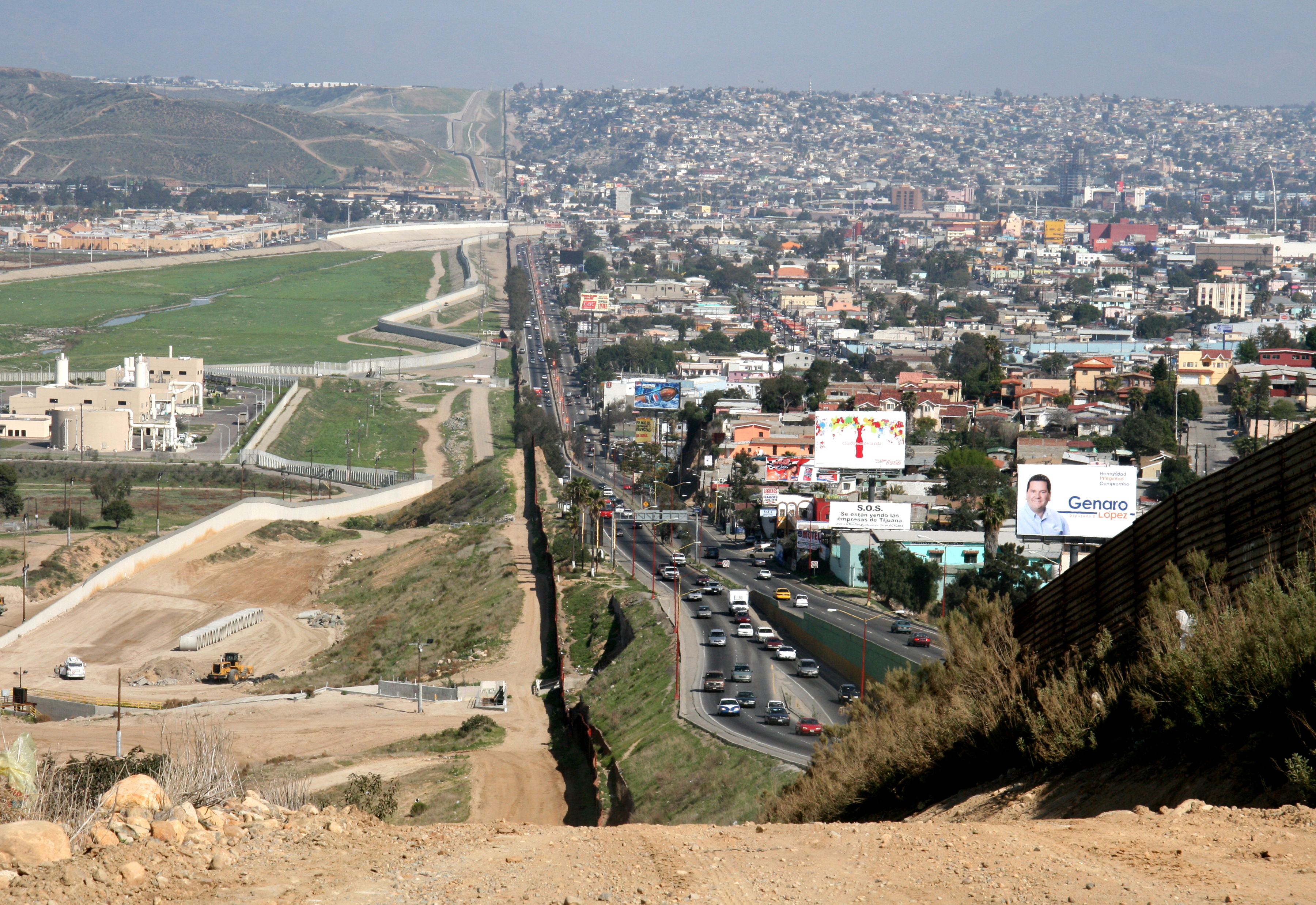
A la izquierda EUA, a la derecha MEX.

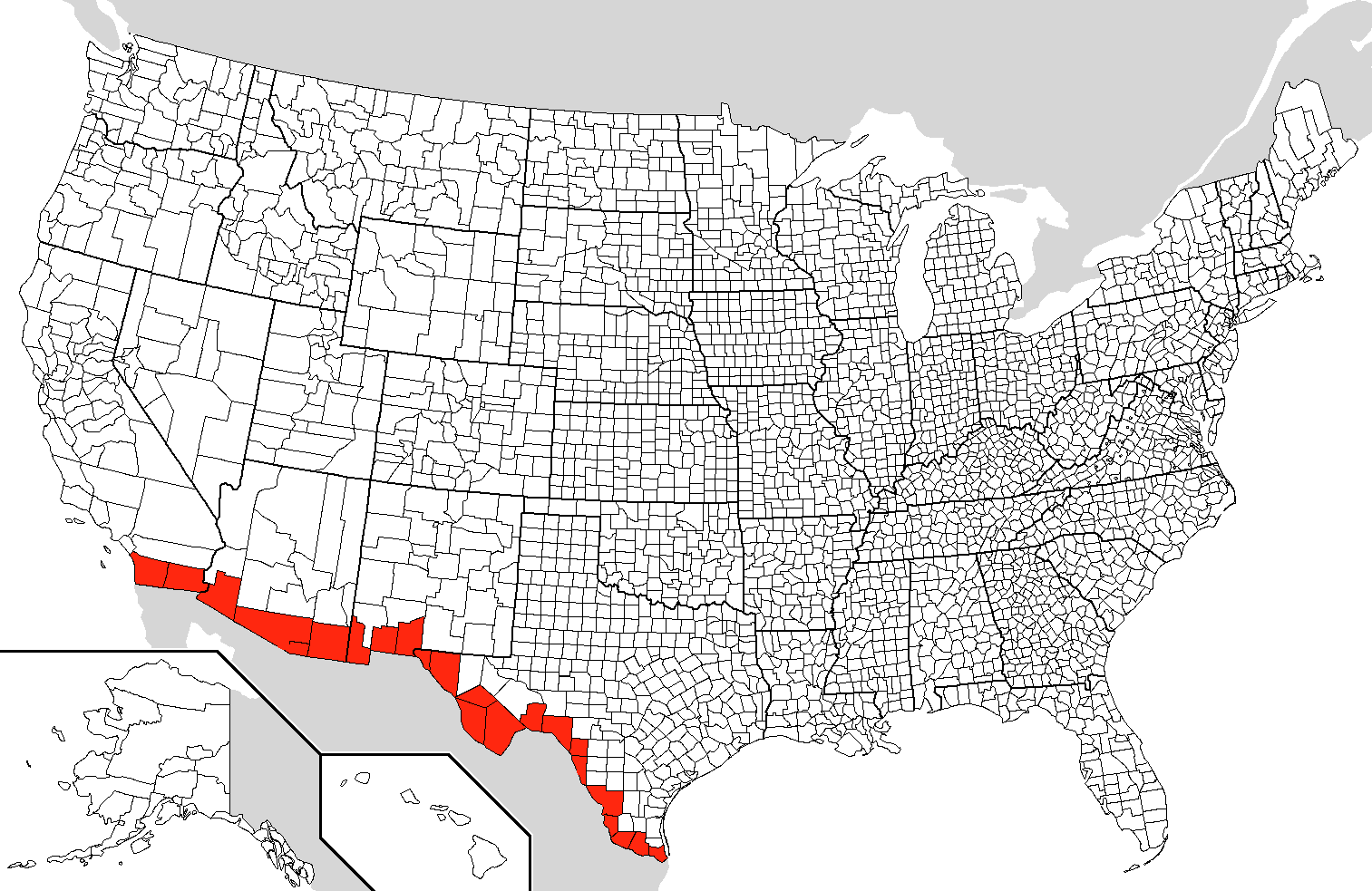
Condados fronterizos de los EE. UU.

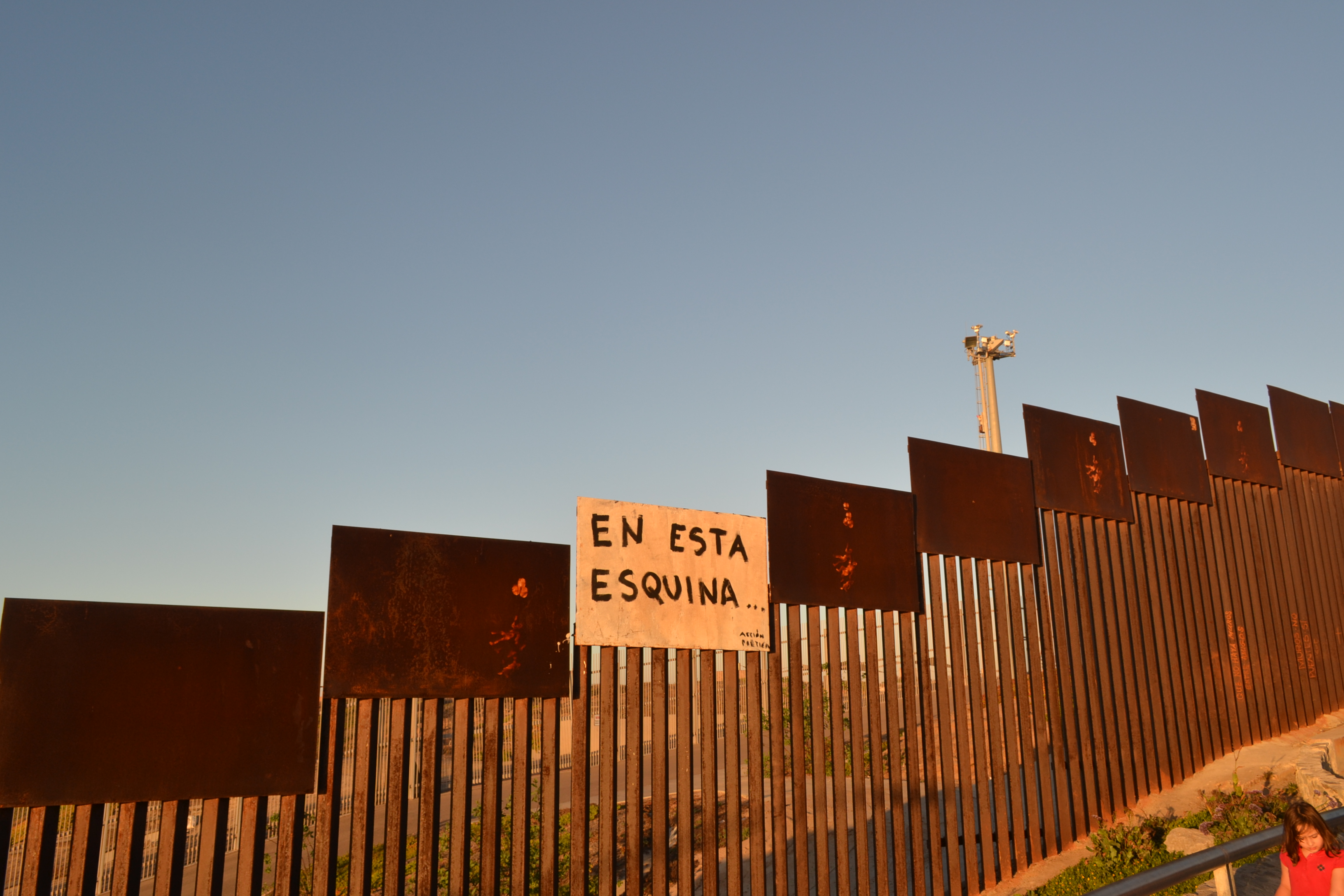
Frontera Tijuana-San Diego (2012)

Las ciudades a ambos lados de la frontera y cruces fronterizos, desde el oeste hacia el este, incluye a los siguientes:
|    | Ciudades Fronterizas (Estados Unidos) | Ciudades Fronterizas (México)         |
| -- | ------------------------------------- | ------------------------------------- |
| 1  | San Diego, California                 | Tijuana, Baja California              |
| 2  | Tecate, California                    | Tecate, Baja California               |
| 3  | Calexico, California                  | Mexicali, Baja California             |
| 4  | Andrade, California                   | Los Algodones, Baja California        |
| 5  | Somerton, Arizona                     | Ciudad Morelos, Baja California       |
| 6  | San Luis, Arizona                     | San Luis Río Colorado, Sonora         |
| 7  | Lukeville, Arizona                    | Sonoyta, Sonora                       |
| 8  | Sasabe, Arizona                       | Sásabe, Sonora                        |
| 9  | Nogales, Arizona                      | Nogales, Sonora                       |
| 10 | Naco, Arizona                         | Naco, Sonora                          |
| 11 | Douglas, Arizona                      | Agua Prieta, Sonora                   |
| 12 | Antelope Wells, Nuevo México          | El Berrendo, Chihuahua                |
| 13 | Columbus, Nuevo México                | Puerto Palomas, Chihuahua             |
| 14 | Santa Teresa, Nuevo México            | San Jerónimo, Chihuahua               |
| 15 | El Paso, Texas                        | Ciudad Juárez, Chihuahua              |
| 16 | Fort Hancock, Texas                   | El Porvenir, Chihuahua                |
| 17 | Presidio, Texas                       | Ojinaga, Chihuahua                    |
| 18 | Del Río, Texas                        | Ciudad Acuña, Coahuila                |
| 19 | Eagle Pass, Texas                     | Piedras Negras, Coahuila              |
| 20 | Laredo, Texas                         | Colombia, Nuevo León                  |
| 21 | Laredo, Texas                         | Nuevo Laredo, Tamaulipas              |
| 22 | Roma, Texas                           | Ciudad Miguel Alemán, Tamaulipas      |
| 23 | Los Ébanos, Texas                     | Ciudad Gustavo Díaz Ordaz, Tamaulipas |
| 24 | Mission, Texas                        | Reynosa, Tamaulipas                   |
| 25 | McAllen, Texas                        | Reynosa, Tamaulipas                   |
| 26 | Hidalgo, Texas                        | Reynosa, Tamaulipas                   |
| 27 | Pharr, Texas                          | Reynosa, Tamaulipas                   |
| 28 | Donna, Texas                          | Río Bravo, Tamaulipas                 |
| 29 | Progreso Lakes, Texas                 | Nuevo Progreso, Tamaulipas            |
| 30 | Mercedes Texas                        | Valle Hermoso, Tamaulipas             |
| 31 | Brownsville, Texas                    | Heroica Matamoros, Tamaulipas         |

|    | Cruces Fronterizos (Estados Unidos)    | Cruces Fronterizos (México)                     |
| -- | -------------------------------------- | ----------------------------------------------- |
| 1  | San Ysidro, California                 | Tijuana, Baja California                        |
| 2  | Otay Mesa, California                  | Tijuana (Aeropuerto/CBX), Baja California       |
| 3  | Otay Mesa, California                  | Tijuana, Baja California                        |
| 4  | Tecate, California                     | Tecate, Baja California                         |
| 5  | Calexico, California                   | Mexicali, Baja California                       |
| 6  | Calexico(East), California             | Mexicali (Garita Este), Baja California         |
| 7  | Andrade, California                    | Los Algodones, Baja California                  |
| 8  | San Luis, Arizona                      | San Luis Río Colorado, Sonora                   |
| 9  | San Luis, Arizona                      | San Luis Río Colorado (Garita II), Sonora       |
| 10 | Lukeville, Arizona                     | Sonoyta, Sonora                                 |
| 11 | Sasabe, Arizona                        | Sásabe, Sonora                                  |
| 12 | Nogales (Oeste), Arizona               | Nogales (Oeste), Sonora                         |
| 13 | Nogales (Centro), Arizona              | Nogales (Centro), Sonora                        |
| 14 | Naco, Arizona                          | Naco, Sonora                                    |
| 15 | Douglas, Arizona                       | Agua Prieta, Sonora                             |
| 16 | Antelope Wells, Nuevo México           | El Berrendo, Chihuahua                          |
| 17 | Columbus, Nuevo México                 | Puerto Palomas, Chihuahua                       |
| 18 | Santa Teresa, Nuevo México             | San Jerónimo, Chihuahua                         |
| 19 | El Paso, Texas                         | Ciudad Juárez Garita I, Chihuahua               |
| 20 | El Paso, Texas                         | Ciudad Juárez Garita II, Chihuahua              |
| 21 | El Paso, Texas                         | Ciudad Juárez Garita III, Chihuahua             |
| 22 | Fort Hancock, Texas                    | El Porvenir, Chihuahua                          |
| 23 | Presidio, Texas                        | Ojinaga, Chihuahua                              |
| 24 | Amistad Village, Texas                 | Ciudad Acuña, Coahuila                          |
| 25 | Del Río, Texas                         | Ciudad Acuña, Coahuila                          |
| 26 | Eagle Pass (Puente 1), Texas           | Piedras Negras (Puente 1), Coahuila             |
| 27 | Eagle Pass (Puente Camino Real), Texas | Piedras Negras (Puente Coahuila 2000), Coahuila |
| 28 | Laredo, Texas                          | Colombia, Nuevo León                            |
| 29 | Laredo, Texas                          | Nuevo Laredo (Garita I), Tamaulipas             |
| 30 | Laredo, Texas                          | Nuevo Laredo (Garita II), Tamaulipas            |
| 31 | Laredo, Texas                          | Nuevo Laredo (Garita III), Tamaulipas           |
| 32 | Falcon Heights, Texas                  | Nueva Ciudad Guerrero, Tamaulipas               |
| 33 | Roma, Texas                            | Ciudad Miguel Alemán, Tamaulipas                |
| 34 | Rio Grande City, Texas                 | Ciudad Camargo, Tamaulipas                      |
| 35 | Mission (Anzalduas), Texas             | Reynosa (Anzaldúas), Tamaulipas                 |
| 36 | Hidalgo, Texas                         | Reynosa, Tamaulipas                             |
| 37 | Pharr, Texas                           | Reynosa, Tamaulipas                             |
| 38 | Donna, Texas                           | Ciudad Río Bravo, Tamaulipas                    |
| 39 | Progreso Lakes, Texas                  | Nuevo Progreso, Tamaulipas                      |
| 40 | Los Indios, Texas                      | Lucio Blanco, Tamaulipas                        |
| 41 | Brownsville, Texas                     | Matamoros (Garita I), Tamaulipas                |
| 42 | Brownsville, Texas                     | Matamoros (Garita II), Tamaulipas               |

La población a ambos lados de la frontera, considerando municipios y condados (counties), es de aproximadamente 12 millones de personas.

## Horario de verano en frontera entre Estados Unidos y México
El horario de verano en frontera entre Estados Unidos y México inicia cada año el segundo domingo de marzo y termina el primer domingo de noviembre en ambos países.
Nota: A partir del 2010, este horario de verano también se aplica en los municipios fronterizos del norte del país y al estado de Baja California, mismo que se aplica en Estados Unidos desde 2007.

## Cultura popular
La frontera entre Estados Unidos y México, es objeto de ambientación de múltiples películas, mostrándose mayoritariamente la situación social con respecto a los cruces ilegales. 
- En la primera entrega de la saga Machete, la película está ambientada en la frontera mexicano-estadounidense, reflejando las diferentes alternativas en torno a la situación política y social en el ámbito de la inmigración ilegal.
- La película De ladrón a policía si bien estaba ambientada en la ciudad de Los Ángeles, su trama se desarrolla hasta la frontera mexicano-estadounidense, donde el personaje de Miles "Malone" Logan (Martin Lawrence) debe hacer frente a un excolega suyo llamado Deacon (interpretado por Peter Greene), para rescatar un diamante robado. La situación lleva a los antagonistas hasta la frontera, donde pese a las recomendaciones de los agentes fronterizos de no avanzar, ambos cruzan la frontera para poder seguir con su disputa, cruzando Miles con un patrullero de la policía de Los Ángeles.
- En la película Fast & Furious de 2009, las principales escenas de acción se suceden en la zona fronteriza mexicano-estadounidense, teniendo como temática argumental, la captura de un capo narco y reflejando la situación en torno al ámbito del narcotráfico y el uso de pasos ilegales entre ambos países.
- La película The Last Stand, del año 2013, se encuentra ambientada en la frontera mexicano-estadounidense, más precisamente en la ciudad de Somerton, Arizona. Si bien, esta ciudad se halla lindera con la frontera, no posee un paso fronterizo que la conecte con México, siendo la construcción de un paso ilegal en las afueras de Somerton el hilo conductor de esta película. El sheriff Owen (interpretado por Arnold Schwarzenegger) debe combatir a una banda liderada por el capo narco Cortéz (Eduardo Noriega) y evitar que estos construyan el paso ilegal que permita que el capo pueda escapar hacia México.